# Frederick John Robinson, 1. viscount Goderich
Frederick John Robinson, 1. jarl af Ripon PC (1. november 1782–28. januar 1859) almindeligt kendt som Lord Goderich, var en britisk statsmand. Han var søn af  Thomas Robinson, 2. baron Grantham og far til George Robinson, 1. markis af Ripon. 
Robinson tilsluttede sig Tory-partiet, og han var premierminister fra august 1827 til januar 1828. 
I 1818 var Robinson var Storbritanniens forhandler (sammen med Henry Goulburn) i den Anglo- Amerikanske traktat. Robinson var bestyrelsesformand i Det britiske Ostindiske kompagni i 1843-1846. 